# IATA Accident Classification Task Force

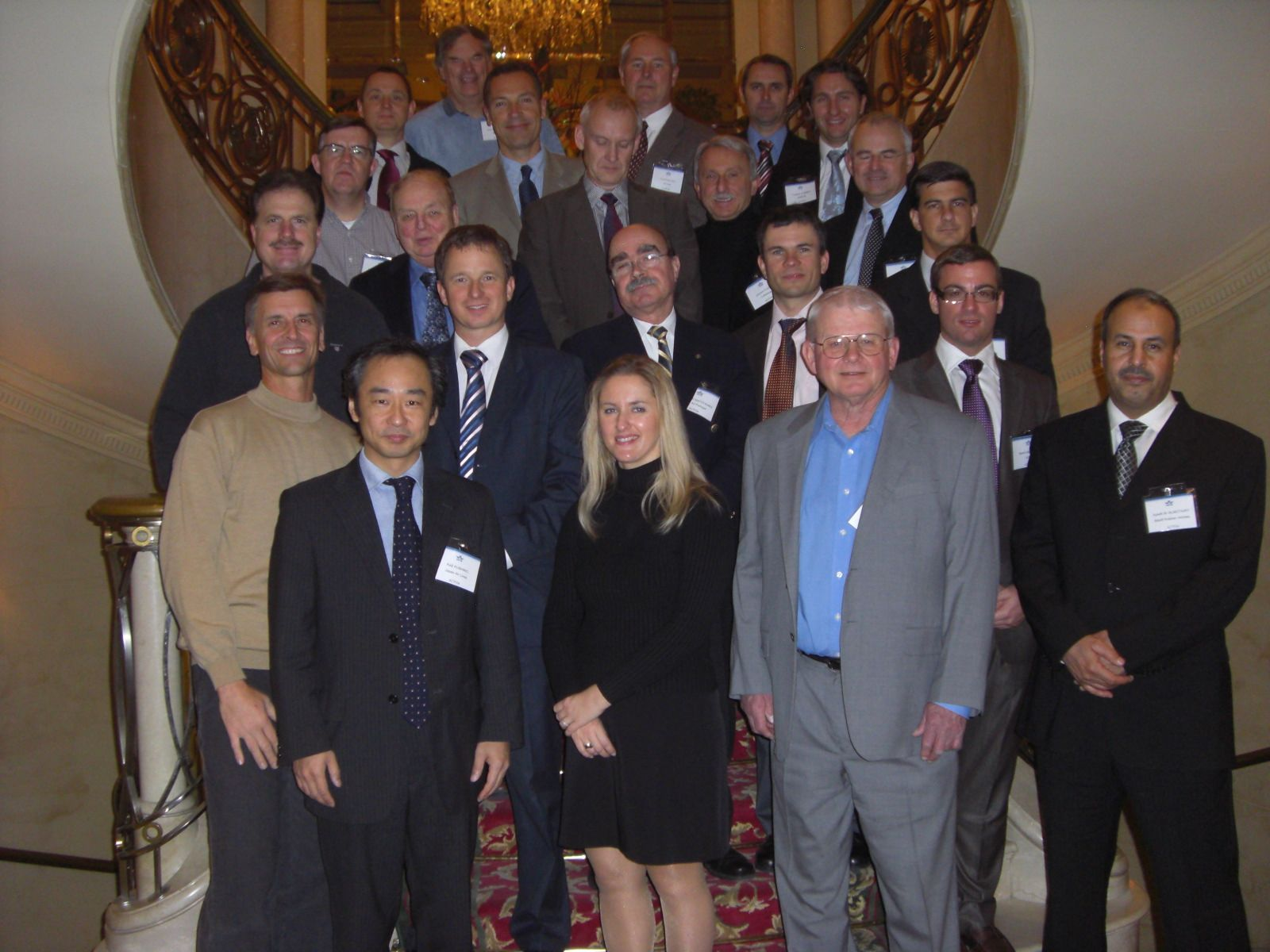
IATA Accident Classification Task Force im Januar 2009

Die IATA Accident Classification Technical Group" (ACTG), ehemals "IATA Accident Classification Task  Force (ACTF) bzw. "IATA Accident Classification Working Group" (ACGW) ist eine Arbeitsgruppe der International Air Transport Association (IATA) und befasst sich seit mehr als 50 Jahren mit der Klassifizierung von Flugunfällen für Flugzeuge im gewerblichen Flugverkehr mit einer Abflugmasse über 20 Tonnen bei Jets und mit mehr als 5,7 Tonnen bei Turboprops. Die Gruppe trifft sich im Januar und analysiert die Unfälle des Vorjahres. Ziel der Arbeit sind das Erarbeiten von Korrelationen (Kausalketten) und von Empfehlungen, die im IATA Safety Report zusammengefasst werden. Zum Klassifizieren wird ein eigenes Klassifizierungsschema benutzt, welches im Rahmen des International Air Safety Seminars 2008 vorgestellt wurde.
Die Task Force ist aus der Accident Classification Working Group (ACWG) hervorgegangen und setzt sich aus Flugsicherheitsexperten aus verschiedenen Regionen von Fluggesellschaften, Herstellern, Vertretern der Flugsicherung, Air Navigation Chart Providern, des Internationalen Pilotenverbandes und Versicherungen zusammen. Die Aufnahme in den Arbeitskreis erfolgt durch Einladung. Durch die breite Streuung an Expertise wird sichergestellt, dass möglichst alle Aspekte eines Unfalls beleuchtet und die Unfälle korrekt klassifiziert werden. Die Gruppe trifft einander halbjährlich (seit 2010, davor einmal jährlich im Januar).

## Bisherige Tagungsorte
- 2006 Genf
- 2007 Wien
- 2008 Lissabon
- 2009 Wien
- 2010 Genf, Seattle
- 2011 Miami, Wien
- 2012 Miami, Seattle
- 2013 Miami, Cartagena
- 2014 Innsbruck, Toulouse
- 2015 Long Beach, Montreal
- 2016 Miami, Brüssel
- 2017 Denver, Salzburg

## Leitung der Gruppe
- Stephen Hough (ab 2018)

## Ehemalige Leitung der Gruppe
- Thomas Baberg
- Louis Thériolt (bis 2005)
- Dr. Dieter Reisinger (2006–2017)

## Ehem. Sekretäre
- Martin Maurino (Safety Advisor), bis 2007
- Mike Goodfellow (Safety Advosor), 2008–2011
- Gordon Margison (Safety Advisor), 2012–2014
- Bruno Ochin (Safety Advisor), 2015–2017